# Valdemar Holbøll
Valdemar Kragh Holbøll (* 14. Dezember 1871 in Frederiksberg; † 19. Juni 1954 in Kopenhagen) war von 1942 bis 1945 dänischer Kirchenminister in der Regierung Scavenius während der Zeit der deutschen Besatzung.
Valdemar Holbøll war der Sohn des Generalmajors Harald Holbøll und Bruder Aage Holbølls; seine Mutter war Emma Oline Holbøll, geborene Kragh. Sein Großvater war der Inspektor von Südgrönland, Carl Peter Holbøll. Valdemar Holbøll wurde 1890 Student der Borgerdydskolen in Kopenhagen. 1896 machte er seinen Abschluss in Jura. 1900 wurde er Assistent im Kultusministerium, dort wurde er 1909 Abteilungsleiter, 1910 Expeditionssekretär, 1914 Kontorchef. 1916 behielt er diese Funktion im neugegründeten Kirchenministerium.
1923 bis 1942 war Holbøll Departementschef im Kirchenministerium und wurde am 9. November 1942 zum Kirchenminister ernannt. Diesen Posten behielt er offiziell bis zum 5. Mai 1945 inne.
Holbøll wurde auf dem Garnisons Kirkegård begraben.